# Хиполита
- Хиполита (лат. Hippolyte) је краљица Амазонки, кћерка бога рата Ареса и нимфе Отрере.
- Хиполита (лат. Hippolyte) је жена јолског краља Акаста.

## Митологија

### Хиполита краљица Амазонки
Као доказ очинства и краљевствог достојанства, бог Арес је, Хиполити даровао прекрасни појас, за којим је жудела кћерка микенског краља Еуристеја, млада Адмета. Еуристеј је наредио Хераклу, који га је по одлуци богова морао служити, да донесе појас Адмети. када је Хиполита дознала да је Херакло кренуо по њен појас, одлучила је да му га поклони у знак поштовања на његово јунаштво и храброст, али се у све умешала богиња Хера која је мрзела Херакла, и обавестила је Амазонке да Херакло има намеру да зароби и одведе у ропство Хиполиту.
Амазонке су поверовале богињи Хери, и напале су Херакла и његове другове. после дуге и крваве борбе Амазонке су биле поражене, а Хиполита је, прелепим појасом откупила вођу напада, Амазонку Меланипи, а Херакло је однео појас у Микену. Другу вођу напада, Амазонку Антиопу, Херакло је предао свом пријатељу Тезеју, који је одвео са собом у Атину и тамо се оженио.
Хиполита је, не знајући да се Антиопа у међувремену заљубила у Тезеја, и да са њим има сина Хиполита, кренула са својом војском да је спасе, а у сукобу који је уследио, Атињанима се придружила и сама Антиопа. Атињани су одбранили свој град, а у борби је погинула Антиопа. Хиполита, разочарана због војног неуспеха, се одрекла краљевске титуле и отишла у Мегару, где је живела све до своје смрти.

### Хиполита жена краља Акаста
Хиполита је била жена јолског краља Акаста, која је покушала завести фтијског краља Пелеја, а када јој то није успело, оптужила је Пелеја пред својим мужем да је он њу хтео завести и тражила од Акаста да га за казну убије. Пелеј је успео побећи, а касније је он убио и Акаста и Хиполиту.